# Straßenlauf-Länderkampf der Männer 1962 Niederlande – BR Deutschland – Schweiz
| 1. Leichtathletik-Länderkampf mit bundesdeutscher Beteiligung 1962 | 1. Leichtathletik-Länderkampf mit bundesdeutscher Beteiligung 1962 |                     |
| ------------------------------------------------------------------ | ------------------------------------------------------------------ | ------------------- |
|                                                                    |                                                                    |                     |
| Straßenlauf der Männer: Niederlande – BR Deutschland – Schweiz     |                                                                    |                     |
| Austragungsort                                                     | Assen                                                              |                     |
| Wettbewerbe                                                        | 1                                                                  |                     |
| Datum                                                              | 13. Mai 1962                                                       |                     |
| 1. FRG 2. SUI 3. NLD                                               | 4:53:38,2 h 5:04:21,6 h 5:07:33,0 h                                |                     |
| Chronik                                                            |                                                                    |                     |
| ← letzter LK 1961: 00ARG-FRG-ARG (M)                               | FRG-SUI Geher (M) →                                                | FRG-SUI Geher (M) → |

Der erste Vergleich des Länderkampfjahres 1962 war ein Länderkampf im Straßenlauf. Gegner waren die Niederlande und die Schweiz. Im letzten Jahr war Österreich noch als vierte Nation beteiligt gewesen, nachdem es bis 1959 sieben Aufeinandertreffen im Straßenlauf zwischen der Schweiz, Österreich und Deutschland gegeben hatte und 1960 die Niederlande als viertes Land hinzugekommen war. In diesem Jahr war Österreich nicht dabei. Austragungsort am 13. Mai war die niederländische Stadt Assen.

## Wettbewerbe und Modus
Die Begegnung beinhaltete wie in Straßenlauf-Vergleichen üblich ein Rennen über dreißig Kilometer. In die Wertung kamen die jeweils drei besten Läufer von vier Startern je Nation. Das Resultat ergab sich durch Addition der durch die gewerteten Athleten erzielten Zeiten.

## Ergebnis
Die bundesdeutschen Läufer dominierten diesen Vergleich nicht so deutlich wie im Vorjahr, erzielten jedoch mit den Rängen eins, drei und fünf ihrer gewerteten Vertreter die in der Summe deutlich schnellste Zeit. Knapp elf Minuten zurück folgte die Schweiz auf dem zweiten Platz. Die diesmal drittplatzierten Niederländer lagen gut drei Minuten hinter den Schweizern.

## Resultat

### 30-km-Straßenlauf
| Platz | Athlet               | Land | Zeit (h)  |
| ----- | -------------------- | ---- | --------- |
| 01    | Werner Zylka         | FRG  | 1:35:54,0 |
| 02    | Guido Vögele         | SUI  | 1:37:45,0 |
| 03    | Lothar Reinshagen    | FRG  | 1:38:00,2 |
| 04    | Fons Veldhuizen      | NLD  | 1:38:45,8 |
| 05    | Karl-Heinz Speckmann | FRG  | 1:39:44,0 |
| 06    | Herbert Walpen       | SUI  | 1:41:52,6 |
| 07    | Jan Boelens          | NLD  | 1:41:53,6 |
| 08    | Hermann Tonnemann    | FRG  | 1:42:50,0 |
| 09    | Hans Harlacher       | NLD  | 1:44:44,0 |
| 10    | Gijs Rewijk          | NLD  | 1:46:53,6 |
| 11    | Werner Fischer       | SUI  | 1:48:35,0 |
| 12    | Rudi Mol             | NLD  | 1:53:14,8 |